# Eldivan
Eldivan est une ville et un district de la province de Çankırı dans la région de l'Anatolie centrale en Turquie.